# Léon Servais
Léon Servais est un homme politique belge, membre du parti social chrétien. Il est né le 7 novembre 1907 à Liège. Il a participé activement à la politique belge au cours des années 1940 à 1970. Ce dernier occupa de nombreux postes ministériels avant de décéder en 1975. Il est inhumé au Cimetière d'Angleur-Sarts.

## Vie privée
Il est issu d’une famille ouvrière. Dès ses 14 ans, il se lance en tant que magasinier. Quelque temps plus tard, il devient vendeur tout en suivant des cours du soir. Ses cours étaient suivis à l’École supérieur des sciences commerciales de Liège. Par la suite, il devient aide-comptable dans une entreprise jusqu’en 1932.

## Vie politique

### Jeunesse ouvrière chrétienne (JOC)
En tant que fils d’ouvrier, Léon Servais décide de s’engager en 1924 à la Jeunesse ouvrière chrétienne (JOC) fondée par l'abbé Joseph Cardijn qui décide de concilier la condition ouvrière et la vie chrétienne vécue dans l’Église. Léon Servais devient président de la section locale de la JOC de Bressoux en 1931 et le reste jusqu’en 1934. Il a fait partie du Comité régional de Liège.
En tant que membre de la jeunesse ouvrière, ou plus communément appelé les « jocistes », Léon Servais s'engage, par la suite, au mouvement syndicaliste chrétien. En 1932, il est recruté comme secrétaire administratif à la Confédération des Syndicats Chrétiens (CSC) de Liège. À partir de 1936, il devient contrôleur régional auprès de ce syndicat. Durant cette période, il participe à d'autres organes adhérent à la Ligue nationale des travailleurs chrétiens (LNTC).  Il était, et ce depuis 1934, commissaire aux Assurances populaires, la compagnie d'assurances créée sous l'égide de la LNTC.

### La seconde guerre mondiale
La seconde guerre mondiale a interrompu la croissance de Léon Servais dans le mouvement ouvrier chrétien. Durant cette guerre, la vie des organisations politiques a changé. Certaines organisations sont entrées dans la clandestinité, voire la résistance, d’autres se sont soumises à l’occupant et d’autres encore ont disparu. La pression de l’occupant incita la LNTC à cesser ses activités. En Wallonie, il y avait l’envie de regroupement nouveau. C’est pourquoi, il y a eu un changement de nom et de statut. Lors du Conseil central du 26 juillet 1946, la LNTC devient le Mouvement ouvrier chrétien.
Pendant la guerre, Léon Servais a participé au mouvement de résistance le « réseau Socrate ». Il s'agit d'une organisation dirigée par Raymond Scheyven qui finança encore d'autres mouvements de résistance, tels que l'Armée de la Libération, où Léon Servais était également actif. Ce dernier portait le grade d'adjudant, il était agent de renseignements de 1943 jusqu'à la fin de la guerre.
À la fin de la guerre, il joue un rôle primordial au sein du MOC. En février 1945, il devient chef de cabinet adjoint de Henri Pauwels, le parti social-chrétien. Il était chargé de s’occuper du portefeuille ministériel des Victimes de la guerre dans le gouvernement Van Acker I. En outre, lors de la libération, Léon Servais s’empressa de reprendre ses activités au sein de la CSC, où il est secrétaire de la Fédération liégeoise. Ce dernier siégea également au bureau national.
Le 20 octobre 1946, Léon Servais devient président wallon à la suite du rôle important qu’il détenait au Mouvement ouvrier chrétien. Dans la même année, il est nommé administrateur de l’Alliance nationale des Mutualités chrétiennes.

### La Cité
En 1946, on assiste à la tentative de création d’un nouvel essai principalement liégeois. Il sera sujet d’un quotidien nommé Le Populaire avec la participation  de Léon Servais accompagné de Jean Bouhy, Marie Braham, Joseph Cuypers, Hubert Dewez, Joseph Fafchamps. L’objectif de cet essai était d’exprimer la voix des travailleurs chrétiens wallons qui ne l’était pas encore à cette période. En effet, la presse était « conservatrice, neutre, très spécifiquement régionale ou, encore, socialiste et, bien souvent, en opposition avec les syndicats chrétiens ». Cependant, leur initiative n’aboutira pas. Ce n’est qu’en 1950, notamment grâce à la participation de Léon Servais ainsi que d'autres, que l’on verra apparaître La Cité, un journal qui se veut populaire ayant pour objet de diffuser les idées sociales chrétiennes.

### Mandats politiques

#### Sénateur coopté (1950-1971)
Léon Servais reste président du MOC jusqu'en juin 1950. Après les élections législatives du 4 juin 1950, il est coopté comme sénateur pour le PSC. Il est resté sénateur jusqu'en 1971.
Durant cette période, plus précisément en 1951, il participe au Comité directeur et Bureau du PSC. En 1952, il devient président d'arrondissement du parti de Liège et il est élu conseiller communal d'Angleur. Dans cette même commune, il préside aussi la fabrique d'église.
Léon Servais est également considéré comme un spécialiste des affaires sociales au Sénat et dans le parti. À la suite de ce titre, il a fait partie en 1952 et en 1954 de la délégation belge à la conférence générale de l'Organisation internationale du travail à Genève.

#### Ministre du Travail et de la Prévoyance sociale (1958-1961)
Lors des élections législatives du 1er juin 1958, dans le climat de la deuxième guerre scolaire, le PSC l’emporte. Néanmoins, Gaston Eyskens forma un gouvernement (PSC) homogène et minoritaire à cause de la difficulté de trouver une solution à la guerre scolaire. Léon Servais est devenu membre de ce gouvernement en qualité de ministre de l'Emploi et de la Prévoyance sociale. L’objectif principal de son poste était la majoration des pensions ouvrières, une promesse électorale du PSC.

#### Ministre de l'Emploi et du Travail (1961-1968)
Monsieur Servais a été ministre de l’Emploi et du Travail au sein du gouvernement chrétien- socialiste Lefèvre. Ce gouvernement a duré du 25 avril 1961 au 24 mai 1965. Léon Servais maintient ce titre d’une part, dans le gouvernement Harmel entre le 27 juillet 1965 et 11 février 1966et d’autre part, dans le gouvernement Vanden Boeynants qui commence le 19 mars 1966 et prend fin le 7 février 1968.
Ce gouvernement a fait face au problème du transfert des sections françaises de l’Université de Louvain vers la Wallonie. À la différence des évêques belges, les flamands ont imposé que l’Université de Louvain devienne entièrement néerlandophone. Cette exigence a engendré des complications étant donné qu’elle impliquait le déménagement des sections d’expression française.
Au sein des partis, entre autres, le CVP et le PSC , cette question n’a jamais fait l’unanimité. D’ailleurs, cette « affaire de Louvain »a amené à la chute du gouvernement. À ce propos, Léon Servais a fait partie intégrante d’une commission de conciliation créée au sein du CVP-PSC. Cependant, les deux ailes du parti sont restées sur leurs positions. Au sommet de l’Université de Louvain, les Francophones et les Flamands n’ont pas trouvé de compromis sur un transfert. En outre, Léon Servais, en sa qualité de ministre, a allégué la volonté sincère du gouvernement de réaliser l’égalité de rémunération entre hommes et femmes.

##### Président de l'aile wallonne du PSC (1968-1969)
Durant les élections du 31 mars 1968, le CVP et le PSC ont présenté des programmes électoraux différents, et même opposé sur le plan communautaire. Léon Servais a participé aux négociations qui ont mené à la formation du gouvernement Gaston Eyskens IV entre le 17 juin 1968 et le 8 novembre 1971.  Le 18 juillet 1968, il est devenu président de l’aile wallonne du CVP-PSC. Il a triomphé sur Antoine Humblet et a donc succédé Albert Parisis.

#### Président du PSC (1969-1972)
En conséquence de conflit d’opinion apparus au sein du CVP-PSC concernant l’affaire de Louvain, les deux ailes du parti s’éloignèrent graduellement. Chaque aile s’occupe de son propre progrès. Le 31 mai 1969, par décision du congrès extraordinaire du PSC à Bruxelles, il devient « président national » de celui-ci. Son mandat a été confirmé en juin 1970 par le suffrage universel des membres du parti. Charles-Ferdinand Nothomb a été son adversaire lors de cette présidence. Néanmoins, pour des raisons de santé, Monsieur Servais a été remplacé par un directoire de 5 membres qui a exercé les attributions de celui-ci à partir d’octobre 1970. Ce directoire dont la présidence était prise en charge par Charles Hanin. Léon Servais a repris ses activités en février 1971. Cependant, la formule du directoire a été soutenue à la demande du concerné.

#### Ministre de la Santé publique et de la Famille (1972-1973)
Après les élections du 7 novembre 1971, Léon Servais est parmi les négociateurs qui préparaient la prolongation de la coalition CVP-PSC- Socialiste. Le 20 janvier 1972, il est désigné premier ministre de la Santé publique et de la Famille dans le gouvernement Gaston Eyskens – André Cools II. Ce gouvernement a duré jusqu’au 23 novembre 1972. Par conséquent, cette nomination engendre sa démission en tant que président du PSC. Charles-Ferdinand Nothomb l’a remplacé à la présidence du parti. Après la chute de ce gouvernement, Léon Servais a continué de siéger au Sénat jusqu’aux élections de 1974 en raison du fait qu’il avait atteint la limite d’âge. De plus, il a été nommé ministre d’État la même année.  

### Action notable
On se souviendra surtout de lui comme ayant signé, le 17 février 1964, avec son homologue marocain, Thami El Ouazzani, une convention où le Gouvernement du Maroc s'engage à faciliter l'émigration de ses ressortissants qui désirent s'installer en Belgique aux fins d'y occuper un emploi.

## Ministères
- Ministre du Travail et de la Prévoyance sociale, Gouvernement Gaston Eyskens II, 1958
- Ministre de la Prévoyance sociale, Gouvernement Gaston Eyskens III, 1958-1960
- Ministre de la Prévoyance sociale, Gouvernement Gaston Eyskens III (remanié), 1960-1961
- Ministre de l'Emploi et du Travail, Gouvernement Lefèvre, 1961-1965.
- Ministre de l'Emploi et du Travail, Gouvernement Vanden Boeynants I, 1966-1968
- Ministre de la Santé publique et de la Famille, Gouvernement Gaston Eyskens V, 1972-1973

## Distinction
- Commandeur de l'ordre de Léopold (1958).
- Commandeur de l'Ordre de Saint-Grégoire-le-Grand avec palmes d'argent (décembre 1970).